# Aylostera malochii
Aylostera malochii es una especie de planta suculenta perteneciente al género Aylostera, dentro de la familia Cactaceae. Es endémica de Bolivia y anteriormente se le conocía como Rebutia malochii.

## Descripción
Aylostera malochii es una especie de cactus pequeño, con cuerpo muy oscuro, de color marrón violáceo, que crece de forma solitaria aunque luego forma cojines. Tiene tallo cilíndrico y puede alcanzar diámetros de hasta 4 cm. Tiene multitud de costillas bajas, divididas en pequeños tubérculos cónicos.
Las areolas presentan numerosas espinas de color marrón oscuro y las flores son de color amarillo anaranjado.

## Distribución y hábitat
El área de distribución nativa de esta especie es Bolivia y crece principalmente en biomas desérticos o de matorrales secos.

## Taxonomía
La primera descripción de esta especie fue como Rebutia malochii, publicada en 2009 por los botánicos Rudolf Slaba y Ladislav Fischer en la revista científica Kaktusy: Zpravodaj Svazu českých kaktusářů 45: 11.
Más tarde, Christiane Ritz traslado la especie al género Aylostera, por lo que pasó a llamarse Aylostera malochii. Registró estos cambios en la revista ilustrada Plant Systematics and Evolution 302: 777, publicada en 2016.

Etimología
- Aylostera: nombre genérico formado a partir de las palabras griegas aulos, transliterado irregularmente como aylos, (que significa 'tubo') y stereos (que significa 'sólido'), en alusión al tubo floral sólido que poseen.[4]
- malochii: epíteto específico que deriva de la palabra griega malache o maloche, que significa 'malva', haciendo alusión al color violáceo del tallo de esta especie.[5]

## Usos
Se cultiva principalmente como planta ornamental y su propagación se realiza normalmente a través de hijuelos o semillas.